# Symmy Larrat
Symmy Larrat Brito de Carvalho (Cametá, 25 de fevereiro de 1978) é uma jornalista brasileira. Foi presidenta da Associação Brasileira de Lésbicas, Gays, Bissexuais, Travestis, Transexuais e Intersexos de 2017 ate 2022. Desde 2023, atua como Secretária Nacional de Promoção e Defesa dos Direitos das Pessoas LGBTQIA+. 
A pasta está diretamente subordinada ao Ministério dos Direitos Humanos e da Cidadania.

## Biografia
Symmy Larrat iniciou comunicação social na Universidade Federal do Pará, em Belém. Larrat fez parte do movimento estudantil. Às noites ela fazia performances de drag queen, segundo ela, para enfrentar o que sentia referente a eventual transição de gênero. Symmy afirma que as referências de sua época eram Rogéria e Roberta Close. Mesmo com diploma, ela chegou a se prostituir.
Larrat começou a ocupar a área política ao entrar na comunicação da Secretaria de Justiça e Direitos Humanos (Sejudh) como conselheira, implantando então uma rede estadual LGBT no Pará. Tempos depois, geriu o Transcidadania, na gestão de Fernando Haddad em São Paulo, projeto pioneiro e de reconhecimento internacional que focou no estímulo à escolarização e introdução ao mercado de trabalho formal da população trans. Durante o governo Dilma Roussef, Symmy foi coordenadora-geral de Promoção dos Direitos LGBT da Secretaria de Direitos Humanos. Em 2017, Larrat assumiu a presidência da ABGLT - Associação Brasileira de Gays, Lésbicas, Bissexuais, Travestis, Transexuais e Intersexos, sendo reeleita em 2021, sendo considerada a primeira travesti a exercer função. Em 2021 foi agraciada com o Prêmio Jorge Lafond, concedido pelo Distrito Drag. Ainda em 2021 anunciou a sua pré-candidatura a Câmara Federal.
Symmy foi eleita pelo Guia Gay São Paulo uma das LGBT mais influentes do Brasil em 2018.
Em 31 de dezembro de 2022 foi anunciada por Sílvio Almeida, Ministro dos Direitos Humanos e da Cidadania, que Symmy iria assumir a inédita Secretaria Nacional dos Direitos LGBTQIA+.